# Noboru Yamaguchi
Noboru Yamaguchi (ヤマグチ ノボル?, Yamaguchi Noboru; Prefettura di Ibaraki, 11 febbraio 1972 – Prefettura di Ibaraki, 4 aprile 2013) è stato uno scrittore giapponese.
La sua notorietà deriva soprattutto dall'aver scritto la popolare serie di light novel e visual novel Zero no Tsukaima, pubblicate da Front Wing. Oltre che scrittore è stato anche autore di scenari di videogiochi.
Nel luglio del 2011 rivelò, tramite il sito web di Media Factory, che nel febbraio di quello stesso anno gli era stato diagnosticato un tumore maligno in stadio avanzato ed ormai incurabile, circostanza questa che avrebbe finito per influenzare il suo lavoro sugli ultimi due volumi di Zero no Tsukaima. Il primo agosto del 2011 è stato operato, con esito positivo, a causa della crescita del tumore. Successivamente è dovuto ritornare in ospedale nel dicembre 2011, dove affronta un nuovo intervento chirurgico nel novembre 2012. Yamaguchi muore il 4 aprile 2013, all'età di 41 anni. Il 9 aprile vengono svolte le sue esequie e due giorni dopo, l'11 aprile, la sua famiglia ed il suo editore, Media Factory, rendono pubblica la sua scomparsa.

## Lavori

### Light novel
- Green Green
- Imōto Lesson Koko wa Otome no Sono
- Kakikake no Love Letter
- Kaze no Kishi Hime
- Potion Uri no Marea
- Nibun no Ichi
- Santa Claris Crisis
- Sister Spring
- Strike Witches
- Tabitha no Bōken
- Tōku 6 Mile no Kanojo
- Zero no Tsukaima

### Scenari di videogiochi
- Boy Meets Girl
- Canaria Kono Omoi wo Uta ni Nosete
- Gonna Be??
- Hoshiuta
  - Hoshiuta: Starlight Serenade
- Jiburiru - The Devil Angel
- Kimi Hagu
- Shiritsu Akihabara Gakuen
- Sorauta
- Yukiuta